# Житково (Костромская область)
Житково — деревня в составе Дмитриевского сельского поселения Галичского района Костромской области России.

## История
Согласно Спискам населённых мест Российской империи в 1872 году деревня относилась к 2 стану Галичского уезда Костромской губернии. В ней числилось 35 дворов, проживало 108 мужчин и 113 женщин.
Согласно переписи населения 1897 года в деревне проживал 151 человек (58 мужчин и 93 женщины).
Согласно Списку населённых мест Костромской губернии в 1907 году деревня относилось к Богчинской волости Галичского уезда Костромской губернии. По сведениям волостного правления за 1907 год в ней числился 41 крестьянский двор и 188 жителей. Основными занятиями жителей деревни были малярный промысел и сельское хозяйство.
До муниципальной реформы 2010 года деревня также входила в состав Дмитриевского сельского поселения.

## Население
| 2008 | 2010 | 2012 | 2014 |
| ---- | ---- | ---- | ---- |
| 4    | ↘0   | ↗3   | →3   |